# Ejgo Vejby Nielsen
Ejgo Vejby Nielsen (født 29. april 1940 i Hunseby, Danmark) er en dansk tidligere roer.
Nielsen var med i den danske firer med styrmand ved OL 1960 i Rom. Han var styrmand i båden, der blev roet af Mogens Pedersen, Svend Helge Hansen Erik Rask og Poul Justesen. Danskerne sluttede på tredjepladsen ud af fem både i det indledende heat, og skulle derfor ud i et opsamlingsheat. Her kom man ind på tredjepladsen ud af fire både, og kvalificerede sig derfor ikke til semifinalen.